# Associazione Polisportiva Turris 1973-1974
Questa voce raccoglie le informazioni riguardanti l'Associazione Polisportiva Turris nelle competizioni ufficiali della stagione 1973-1974.

## Rosa
| N. |                   | Ruolo | Calciatore       |
| -- | ----------------- | ----- | ---------------- |
|    | Italia (bandiera) | C     | Alberto Arbitrio |
|    | Italia (bandiera) | A     | Francesco Avolio |
|    | Italia (bandiera) | C     | Luciano Bruno    |
|    | Italia (bandiera) | D     | Giovanni Brutto  |
|    | Italia (bandiera) | D     | Renato Caocci    |
|    | Italia (bandiera) | P     | Francesco Cenci  |
|    | Italia (bandiera) | P     | Gianni Colombo   |
|    | Italia (bandiera) | C     | Sergio Gardini   |
|    | Italia (bandiera) | P     | Bruno Grisendi   |
|    | Italia (bandiera) | C     | Carmelo La Rocca |
|    | Italia (bandiera) | C     | Nicola Mavelli   |
|    | Italia (bandiera) | A     | Alberto Medeot   |

| N. |                   | Ruolo | Calciatore            |
| -- | ----------------- | ----- | --------------------- |
|    | Italia (bandiera) | D     | Francesco Modica      |
|    | Italia (bandiera) | C     | Silvano Neri          |
|    | Italia (bandiera) | D     | Walter Noccioli       |
|    | Italia (bandiera) | C     | Antonio Oliva         |
|    | Italia (bandiera) | C     | Claudio Orabona       |
|    | Italia (bandiera) | A     | Francesco Paglialunga |
|    | Italia (bandiera) | D     | Giuseppe Pinto        |
|    | Italia (bandiera) | C     | Mauro Porri           |
|    | Italia (bandiera) |       | Taddeini              |
|    | Italia (bandiera) | A     | Marco Tremaglia       |
|    | Italia (bandiera) | D     | Gino Viale            |

### Coppa Italia Serie C
| 26 settembre 1973 1° Girone 22 | Benevento | 0 – 0 | Turris |  |

| 24 ottobre 1973 2° Girone 22 | Casertana | 2 – 1 | Turris |  |

| 1 novembre 1973 3° Girone 22 | Turris | 2 – 1 | Benevento |  |

| 21 novembre 1973 4° Girone 22 | Turris | 2 – 0 | Casertana |  |

| 16 gennaio 1974 Sedicesimi Andata | Frosinone | 0 – 0 | Turris |  |

| 30 gennaio 1974 Sedicesimi Ritorno | Turris | 6 – 0 | Frosinone |  |

| 10 marzo 1974 Ottavi Andata | Olbia | 2 – 0 | Turris |  |

| 27 marzo 1974 Ottavi Ritorno | Turris | 4 – 1 dts | Olbia |  |

| 17 aprile 1974 Quarti Andata | Sambenedettese | 3 – 1 | Turris |  |

| 1 maggio 1974 Quarti Ritorno | Turris | 3 – 0 | Sambenedettese |  |

| 23 maggio 1974 Semifinale Andata | Turris | 1 – 2 | Lecce |  |

| 23 giugno 1974 Semifinale Ritorno | Lecce | 0 – 0 | Turris |  |